# Янковиці (Радомщанський повіт)
Янковиці (пол. Jankowice) — село в Польщі, у гміні Ладзиці Радомщанського повіту Лодзинського воєводства.
Населення — 122 особи (2011).
У 1975-1998 роках село належало до Пйотрковського воєводства.

## Демографія
Демографічна структура станом на 31 березня 2011 року:
|          | Загалом | Допрацездатний вік | Працездатний вік | Постпрацездатний вік |
| -------- | ------- | ------------------ | ---------------- | -------------------- |
| Чоловіки | 64      | 18                 | 37               | 9                    |
| Жінки    | 58      | 8                  | 31               | 19                   |
| Разом    | 122     | 26                 | 68               | 28                   |